# SkyOS
SkyOS je nedokončeným komerčním operačním systémem původně vyvíjeným pro platformu x86 a určeným především pro domácí a kancelářské použití. Byl z větší části kompatibilní s normou POSIX. Systém vyvíjel od roku 1996 Robert Szeleney. Ačkoliv byl systém původně šířen pod open source licencí, Szeleney se později rozhodl zdrojové kódy uzavřít a projekt zkomercializovat. První beta verze softwaru byla vydána v roce 1997 a jeho poslední beta verze byla vydána v roce 2008. 
30. ledna 2009 Szeleney oznámil zastavení projektu z důvodu nedostatku času.
V srpnu 2013 vývojář Robert Szeleney oznámil vydání veřejné beta verze na původním dnes již nefunkčním (2025) webu SkyOS. Jeho archivní web stále umožňuje (2025) veřejným uživatelům stáhnout si Live CD operačního systému SkyOS pro testování a volitelnou instalaci systému.

## Vlastnosti
SkyOS disponuje monolitickým jádrem s podporou preemptivního multitaskingu a jiných vlastností, jako je podpora VESA zobrazení přímo v jádře, podporu multithreadingu, použití více procesorů, HyperThreadingu či podporu DMA, ATAPI a ATA/SATA, případně podpora USB.
GUI systému je volně založené na konceptech toolkitů QT a Swing.
SkyOS používá souborový systém SkyFS, což je modifikovaný OpenBFS. Podporuje 64bitovou datovou strukturu, žurnálování, metadata či POSIXová přístupová práva. Mimo to lze SkyOS provozovat i na FAT32/16/12 a ISO9660.

### Portované aplikace
Většina command-line aplikací, které byly napsány s pomocí GNU toolchainu, mohou být přeneseny na SkyOS s malou nebo žádnou úpravou. Několik velkých aplikací, včetně Apache, GCC, Samba, CUPS a Bash bylo přeneseno právě pomocí toolchainu.
Následující aplikace byly přeneseny s použitím nativního API a jsou v současné době pro SkyOS udržovány:
- Mozilla Firefox
- Mozilla Thunderbird
- Blender
- Pixel
- Nvu
- SDL

## Jiné alternativní systémy
- AROS
- Haiku
- Linux
- MorphOS
- ReactOS
- Syllable